# الفاضلة الأنصارية
الفاضلة الأنصارية صحابية من صحابة الرسول محمد وُلدت في المدينة المنورة، وتزوجت من الصحابي الجليل عبد الله بن أنيس، وعاشت معه في مصر